# Pheidologeton dentiviris
Pheidologeton dentiviris är en myrart som beskrevs av Auguste-Henri Forel 1913. Pheidologeton dentiviris ingår i släktet Pheidologeton och familjen myror. Inga underarter finns listade i Catalogue of Life.